# لیوبا گاسپاریان
لیوبا گاسپاریان (ارمنی: Լյուբա Գասպարյան؛ انگلیسی: Lyuba Gasparyan زاده ۲۹ مارس ۱۹۵۲) یک معمار اهل ارمنستان است.

## زندگی‌نامه
وی در ۲۹ مارس ۱۹۵۲ در ایروان به دنیا آمد و از دانشگاه ملی پلی‌تکنیک ارمنستان (۱۹۷۵) فارغ‌التحصیل گشت. از ۱۹۸۵ عضو اتحادیه معماران ارمنستان است. وی در دانشگاه ملی معماری و شهرسازی ارمنستان (از ۲۰۰۷) و دانشگاه ملی معماری و شهرسازی ارمنستان () فعالیت کرده است. 

## یادداشت
1. ↑  Աշխատավայր Ճարտարապետության և շինարարարության Հայաստանի ազգային համալսարան